# Artillería antiaérea
La artillería antiaérea (abreviada como AAA; o antiguamente DCA: Defensa Contra Aviones) es un tipo de artillería, formada por cañones y cañones automáticos (cañón antiaéreo) o ametralladoras, usada como defensa antiaérea contra los ataques de la aviación. Estas unidades pueden estar en emplazamientos fijos o ser montadas sobre vehículos remolcados o autopropulsados de superficie (incluidos los submarinos).

## Historia

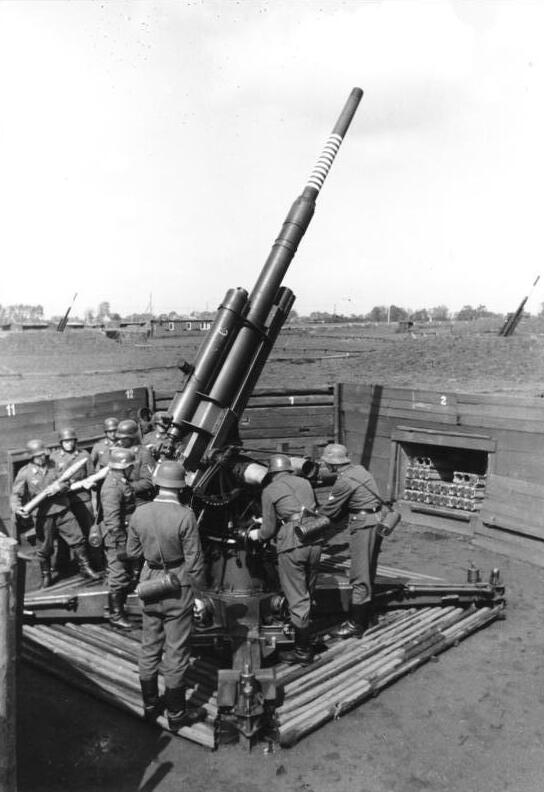
FlaK de 88 mm, cañón antiaéreo alemán de la Segunda Guerra Mundial.

La artillería antiaérea fue en un principio el único medio para afrontar esta nueva amenaza militar. Consiste esencialmente en ametralladoras o cañones de tiro rápido destinados a la destrucción de aeronaves en vuelo. 
Entre los cañones convencionales se encontraban modelos de calibre 40 mm que disparaban proyectiles explosivos ajustados para estallar a una altura determinada. El cañón Flak de 88 mm alemán, por ejemplo, es un representante conocido de este tipo de armamento antiaéreo (y que fue empleado muy exitosamente también contra blindados enemigos).
Tras la Segunda Guerra Mundial la gran velocidad de los aviones de reacción hizo que estos cañones debieran disminuir su calibre y aumentar su cadencia de tiro. También se incorporaron medios avanzados de detección y control que permitían dirigir el fuego por radar o dispositivos optoelectrónicos. Entre estos cañones automáticos se encuentran el Oerlikon GDF y los ZSU Shilka soviéticos.
Actualmente los sistemas antiaéreos de cañones automáticos se basan en unidades inteligentes o automatizadas capaces de operar de día o de noche bajo cualquier condición climática. Muchas veces permiten su control remoto, y se conservan para la defensa terminal de los objetivos (con distancias efectivas inferiores a los 3 km y 1500 m de altura). Muchos sistemas de armas antiaéreos actuales comprenden combinaciones de cañones automáticos y misiles antiaéreos de corto alcance, como en el Tunguska M1 o el Pantsir-S1.

## Tipología
Hay varios tipos de cañones antiaéreos, entre los cuales destacan los siguientes: 
- Los móviles: son vehículos que incorporan un cañón antiaéreo y tienen la posibilidad de desplazarse autónomamente, también se suelen catalogar como cañón antiaéreo autopropulsado. No obstante, es posible incluir a los que se les da movilidad manualmente y son empujados por los soldados como si fuese un carro, gracias a las ruedas que poseen, como por ejemplo el Tipo 55 raa-6.
Algunos otros ejemplos pueden ser el M163 A1 o ZSU-23-4.

- Los fijos: son aquellos que están fijos a tierra y lo único que tiene movilidad es el cañón, girando de lado a lado, arriba o abajo... Para moverlos es necesario algún tipo de tracción externa, vehículos de remolque o cualquier otro medio.
Algunos ejemplos son el Flak 88 o el 76/C Mk75.